# Інфекційний ларинготрахеїт
Інфекці́йний ларинготрахеї́т — гостра хвороба птахів, що характеризується ураженням слизової оболонки трахеї, гортані, кон'юнктиви очей та клоаки.
Збудником інфекції є вірус, який належить до родини герпесвірусів, розміром 45-110 мкм. Штами вірусу, що циркулюють у світі, споріднені в антигенному відношенні, але відрізняються за вірулентністю. Вірус репродукується на хоріоналантоїсній оболонці курячих ембріонів.
Джерелом інфекції є хвора та перехворіла птиця.
Головний шлях розповсюдження вірусу — аерогенний.

## Поширення
Збудник хвороби може розповсюджуватись трансоваріально (або на шкаралупі яєць), з продуктами забою хворої птиці, через інфіковані корми, воду, інвентар, одяг і взуття обслуговчого персоналу, транспортні засоби та ін.
Носіями патогенного вірусу можуть бути качки, індики, цесарки, фазани і дика птиця (голуби, горобці, ластівки).

## Боротьба
Звичайні дезінфектанти швидко знищують вірус, але ефективніше аерозольне використання формальдегіду, триетиленгліколю, возгонки йоду з алюмінієвою пудрою, віркону.